# Amblyseius ezoensis
Amblyseius ezoensis är en spindeldjursart som beskrevs av Ehara 1967. Amblyseius ezoensis ingår i släktet Amblyseius och familjen Phytoseiidae. Inga underarter finns listade i Catalogue of Life.